# Les Loges-Saulces
Les Loges-Saulces är en kommun i departementet Calvados i regionen Normandie i norra Frankrike. Kommunen ligger i kantonen Falaise-Nord som ligger i arrondissementet Caen. År 2022 hade Les Loges-Saulces 160 invånare.

## Befolkningsutveckling
Antalet invånare i kommunen Les Loges-Saulces
Referens: INSEE